# Mummio
Mummio (in latino Mummius; ... – I secolo) è stato un commediografo romano. Ebbe il merito di riportare in auge l'atellana dopo un lungo periodo d'ombra.

## Biografia
Di Mummio non si possiedono notizie biografiche. Macrobio, nei Saturnali (I 10, 3), gli riconosce il merito di aver riportato in auge il genere dell'atellana («Mummius qui post Novium et Pomponium diu iacentem artem Atellanam suscitavit»), che evidentemente dopo Novio e Pomponio di Bologna entrò in una fase di declino. Sulla scorta di tale testimonianza, si può dedurre che Mummio sia vissuto all'inizio del I secolo: in questo periodo, infatti, l'atellana era tornata a fiorire, dopo un periodo di decadimento corrispondente all'età cesariana (quando era preferito il mimo).

## Opere
Di Mummio è rimasto il titolo di un'atellana, Rivinus, e tre brevi frammenti, tra cui uno riguardante i Saturnalia: 
(Mummio, Frammento)